# Saint Helena Parish
Saint Helena Parish (franska: Paroisse de Sainte-Hélène) är ett administrativt område, parish, i delstaten Louisiana, USA. År 2010 hade området 11 203 invånare. Den administrativa huvudorten är Greensburg.

## Geografi
Enligt United States Census Bureau så har countyt en total area på 1 060 km². 1 058 av den arean är land och 3 km² är vatten.  

### Angränsande områden
- Amite County, Mississippi - norr
- Tangipahoa Parish - öster
- Livingston Parish - söder
- East Baton Rouge Parish - sydväst
- East Feliciana Parish - väster